# Saint-Palais-sur-Mer
Saint-Palais-sur-Mer ist eine südwestfranzösische Gemeinde mit 3879 Einwohnern (Stand 1. Januar 2022) im Département Charente-Maritime in der Region Nouvelle-Aquitaine.

## Lage
Saint-Palais-sur-Mer liegt an der Côte de Beauté auf dem Südwestufer der Halbinsel Arvert in der historischen Kulturlandschaft der Saintonge, die ihrerseits wiederum ein Bestandteil der Landschaft der Charente ist. Die Stadt Royan liegt nur fünf Kilometer südöstlich.

## Bevölkerungsentwicklung
| Jahr      | 1962 | 1968 | 1975 | 1982 | 1990 | 1999 | 2006 | 2016 |
| Einwohner | 2192 | 2209 | 2127 | 2370 | 2736 | 3343 | 3769 | 3889 |

Im Jahr 1800 hatte Saint-Palais-sur-Mer nur 720 Einwohner. Danach wuchs die Einwohnerzahl stetig (1900: 695 / 1931: 1.207). In den letzten Jahrzehnten ist die Bevölkerung nochmals deutlich angewachsen, was im Wesentlichen auf die Schaffung von Arbeitsplätzen infolge der Zunahme des Tourismus und im Vergleich zur Stadt Royan etwas niedrigeren Mieten und Grundstückspreise zurückzuführen ist.

## Wirtschaft
Vor Jahrhunderten spielte die Landwirtschaft die dominierende Rolle im Wirtschaftsleben der Gemeinde. Diese gehört zu den Bois ordinaires et communs des Weinbaugebiets Cognac, doch wegen der Absatzkrise bei teuren Weinbränden und selbst bei Wein werden kaum noch Rebstöcke angepflanzt; die Bauern in der Umgebung sind wieder zur 'normalen ' Landwirtschaft zurückgekehrt. Seit den 1960er Jahren spielt der Tourismus eine bedeutende Rolle im Wirtschaftsleben des Ortes.

## Geschichte
Schon in prähistorischer Zeit lebten Menschen in der Gegend, was sich anhand vieler bearbeiteter Feuersteinfunde nachweisen lässt. Die Römer hinterließen keine Spuren auf dem Gemeindegebiet, aber aus gallorömischer Zeit sind mehrere Kleinfunde gemacht worden. In einer Urkunde des 11. Jahrhunderts wird Saint-Palais (Sanctus Palladius) als Pfarrei erwähnt, die zur Grundherrschaft (seigneurie) der Abtei von Vaux-sur-Mer gehörte. Im 12. Jahrhundert wurde die romanische Kirche erbaut, deren Turm noch heute steht. Der Hundertjährige Krieg (1337–1453) hinterließ keine Spuren, doch in den Hugenottenkriege (1562–1598) wurde die Kirche des kleinen Fischerorts schwer beschädigt. Gemäß einer Volkszählung des Jahres 1682 hingen zwei Drittel der Familien dem protestantischen Glauben an, der in den 1530er Jahren von Johannes Calvin in Angoulême gepredigt und von seinen Schülern im Süden und Südwesten Frankreichs verbreitet worden war. Durch das Edikt von Fontainebleau (1685), mit welchem die im Edikt von Nantes (1598) und im Frieden von Alès (1629) verankerte relative Religionsfreiheit endgültig aufgehoben wurde, sahen sich viele Protestanten zur Auswanderung veranlasst. Die meisten blieben jedoch im Lande und praktizierten ihren Glauben im Verborgenen (Église du Désert). Mit dem in Religionsfragen vergleichsweise toleranten Marschall und Gouverneur Jean Charles de Saint-Nectaire besserte sich die Situation für die Protestanten auf der Halbinsel Arvert um die Mitte des 18. Jahrhunderts wieder. Im Jahre 1752 wurde – nicht ohne Schwierigkeiten – das erste protestantische Gotteshaus (temple) in Saint-Palais errichtet. Ebenfalls bereits im 18., verstärkt aber in der ersten Hälfte des 19. Jahrhunderts wurde durch Aufforstung mit Seekiefern die ständige Wanderung der Sanddünen zum Stillstand gebracht. Ab der Mitte des 19. Jahrhunderts profitierte auch Saint-Palais vom beginnenden Badetourismus in Royan.

## Sehenswürdigkeiten
Siehe auch: Liste der Monuments historiques in Saint-Palais-sur-Mer
- Von der ehemaligen katholischen Pfarrkirche Saint-Palais steht – nach der Zerstörung des Kirchenschiffs in den religiösen Auseinandersetzungen in der zweiten Hälfte des 16. Jahrhunderts – nur noch die romanische Apsis und der unten quadratische, oben jedoch oktogonale Vierungsturm. Die äußere Gestaltung der – durch den nachträglichen Anbau von Strebepfeilern stabilisierten – Apsis ist recht schlicht: Die einfach zurückgestuften Fenster sind nicht von eingestellten Säulchen begleitet, dicke Lisenen ohne Kapitelle gliedern den Baukörper in der Vertikalen und ragen unterhalb der Dachtraufe in einen schmucklosen Konsolenfries hinein; ein horizontales Gliederungselement z. B. in Form eines Gesimses fehlt. Das ehemalige Kirchenbauwerk ist seit 1973 als Monument historique[1] anerkannt.
- Unweit der alten Kirche steht das im Jahr 1909 begonnene und 1911 fertiggestellte neoromanische Gotteshaus Notre-Dame du Platin, das mit seinem Triumphbogenschema in der Portalzone, dem Archivoltenportal dem dreigliedrigen Fassadenaufriss und den auffälligen Arkadenbögen an den Außenwänden eine Vielzahl von Elementen des romanischen Kirchenbaus in der Saintonge aufnimmt. Bemerkenswert sind mehrere handwerklich perfekt gearbeitete figürliche Kapitelle und Konsolfiguren. Der einschiffige Kirchenraum verfügt über ein Querhaus und wird von einem hölzernen Dachstuhl gedeckt. Letztlich erreicht die Kirche jedoch nicht den Charme und die Ausstrahlung der alten romanischen Kirchen in der Umgebung (z. B. Ste-Radegonde de Talmont).
- Der inmitten des Ortes künstlich angelegte Park Raymond Vignes mit seinen baumbestandenen Seeufern lädt zu Spaziergängen und Bootsfahrten ein.
- Die Küste von Saint-Palais ist stellenweise felsig. Der manchmal vom Meer unterspülte Pont du Diable ist ein beliebtes Fotomotiv.
- Saint-Palais hat drei Strände: Plage du Platin, Plage de Saint-Palais und den Strand des nur etwa einen Kilometer südöstlich gelegenen Vororts Nauzan.

Saint-Palais-sur-Mer
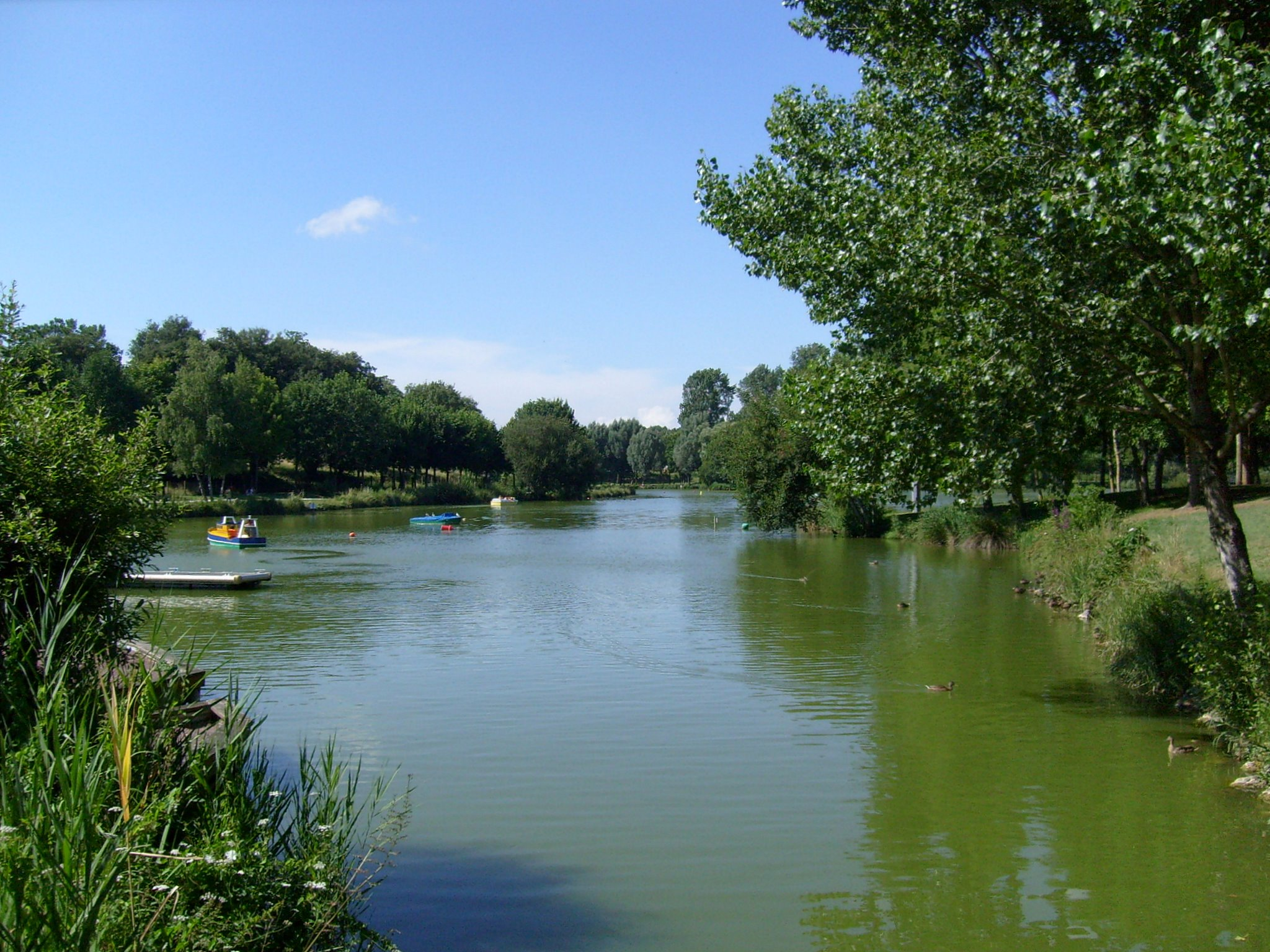
Stadtpark
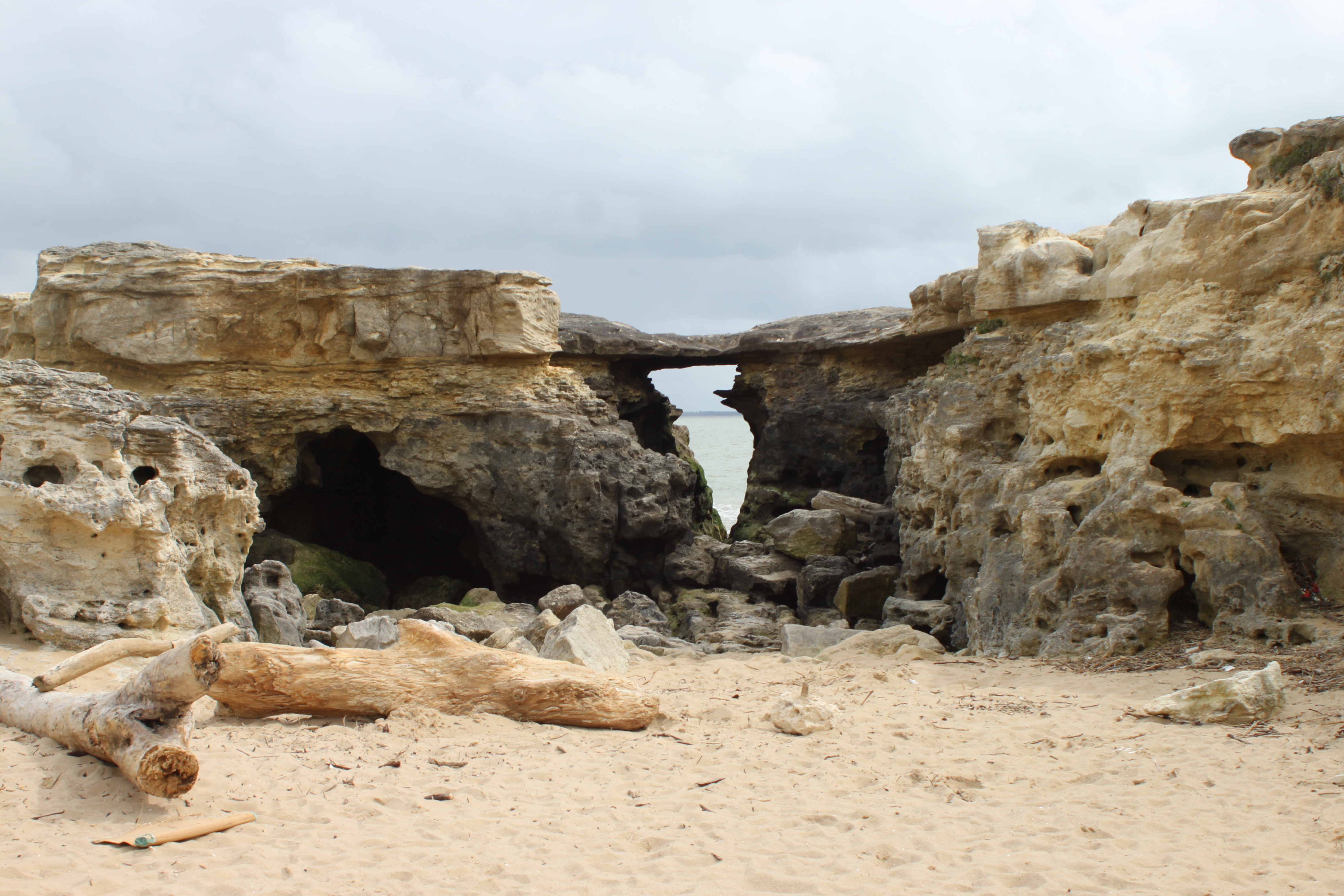
Küste mit Pont du Diable
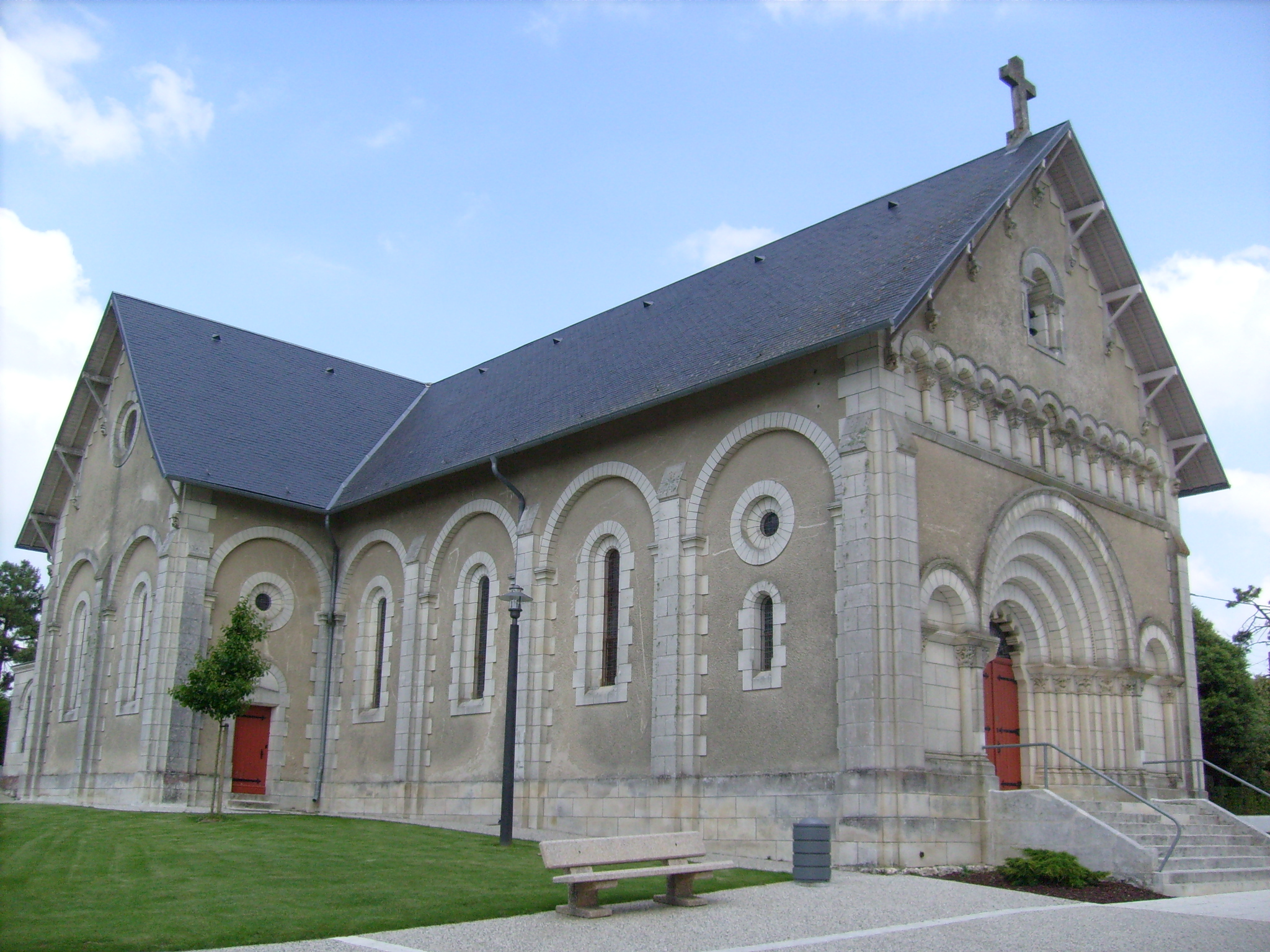
Neoromanische Kirche
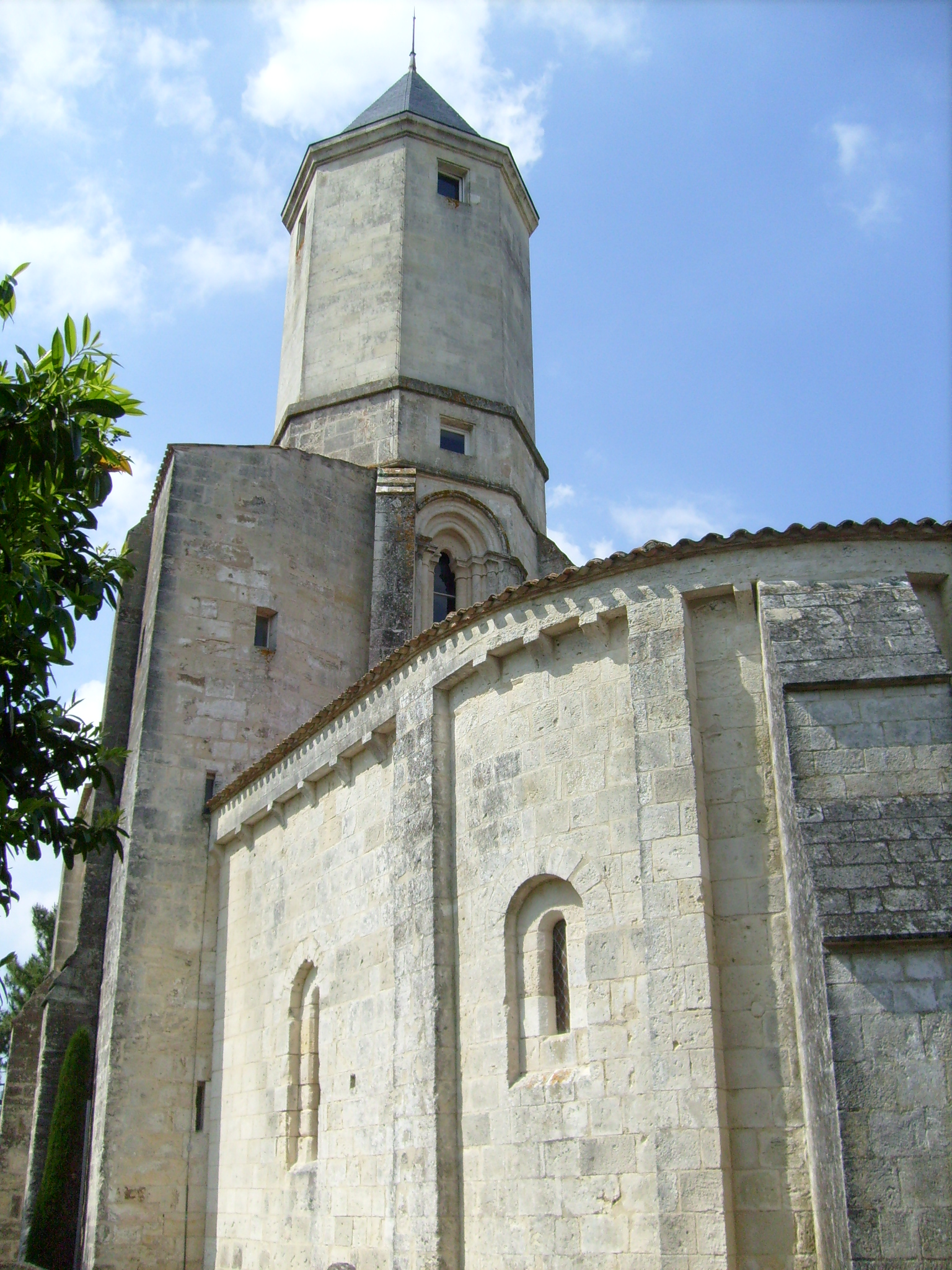
Ehemalige Kirche
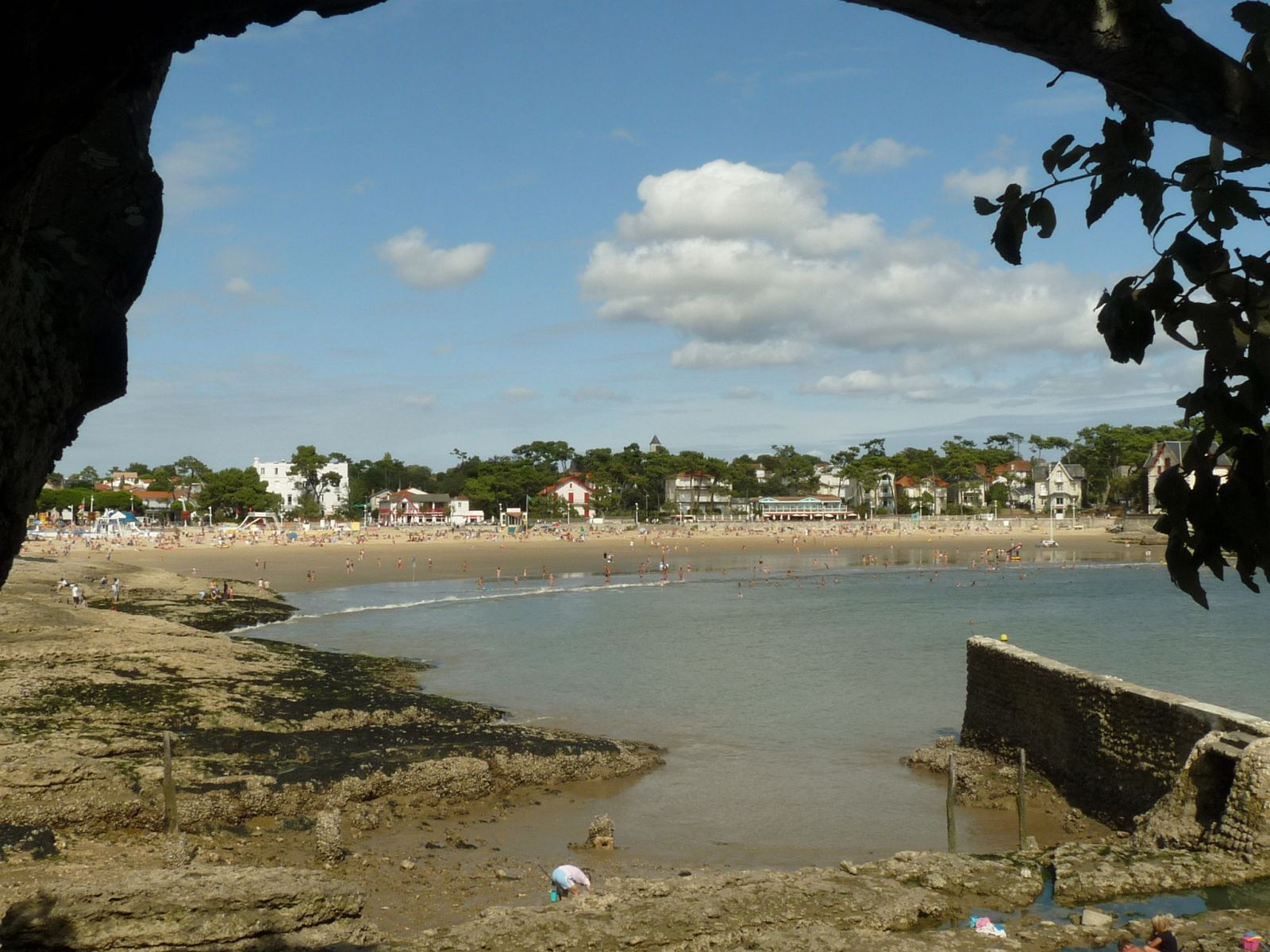
Strand von Saint-Palais

## Partnergemeinden
- Steißlingen, Baden-Württemberg (seit 1992)